# Чжаньцзян
Чжаньцзя́н — місто на півдні Китаю, на півострові Лейчжоу в провінції Гуандун, порт Південно-Китайського моря. Поділяється на 9 районів.

## Клімат
Місто знаходиться у зоні, котра характеризується вологим субтропічним кліматом. Найтепліший місяць — липень із середньою температурою 29.4 °C (85 °F). Найхолодніший місяць — січень, із середньою температурою 16.7 °С (62 °F).
| Клімат Чжаньцзяна       | Клімат Чжаньцзяна | Клімат Чжаньцзяна | Клімат Чжаньцзяна | Клімат Чжаньцзяна | Клімат Чжаньцзяна | Клімат Чжаньцзяна | Клімат Чжаньцзяна | Клімат Чжаньцзяна | Клімат Чжаньцзяна | Клімат Чжаньцзяна | Клімат Чжаньцзяна | Клімат Чжаньцзяна | Клімат Чжаньцзяна |
| Показник                | Січ.              | Лют.              | Бер.              | Квіт.             | Трав.             | Черв.             | Лип.              | Серп.             | Вер.              | Жовт.             | Лист.             | Груд.             | Рік               |
| Абсолютний максимум, °C | 32                | 32                | 36                | 41                | 38                | 40                | 42                | 41                | 40                | 38                | 37                | 33                | 42                |
| Середній максимум, °C   | 18                | 18                | 21                | 25                | 29                | 31                | 31                | 31                | 30                | 27                | 24                | 20                | 26                |
| Середня температура, °C | 16                | 17                | 20                | 23                | 27                | 28                | 29                | 28                | 27                | 25                | 21                | 17                | 23                |
| Середній мінімум, °C    | 13                | 14                | 17                | 21                | 25                | 26                | 27                | 26                | 25                | 22                | 18                | 14                | 21                |
| Абсолютний мінімум, °C  | 5                 | 5                 | 5                 | 12                | 16                | 17                | 22                | 22                | 16                | 12                | 6                 | 0                 | 0                 |
| Норма опадів, мм        | 20                | 30                | 40                | 100               | 180               | 220               | 210               | 290               | 220               | 80                | 40                | 20                | 1490              |
| ----------------------- | ----------------- | ----------------- | ----------------- | ----------------- | ----------------- | ----------------- | ----------------- | ----------------- | ----------------- | ----------------- | ----------------- | ----------------- | ----------------- |
| Джерело: Weatherbase    |                   |                   |                   |                   |                   |                   |                   |                   |                   |                   |                   |                   |                   |

## Адміністративний поділ
Міський округ поділяється на 4 райони, 3 міста та 2 повіти:
| Карта                                                                           | Карта    | Карта    | Карта            |
| ------------------------------------------------------------------------------- | -------- | -------- | ---------------- |
| Ляньцзян Суйсі Лейчжоу Сюйвень ① ② ③ ④ Учуань ① Мачжан ② Чикан ③ Сяшань ④ Потоу |          |          |                  |
| Статус                                                                          | Назва    | Оригінал | Населення (2020) |
| Район                                                                           | Мачжан   | 麻章区   | 578 207          |
| Район                                                                           | Потоу    | 坡头区   | 337 723          |
| Район                                                                           | Сяшань   | 霞山区   | 625 225          |
| Район                                                                           | Чикан    | 赤坎区   | 390 300          |
| Місто                                                                           | Лейчжоу  | 雷州市   | 1 321 091        |
| Місто                                                                           | Ляньцзян | 廉江市   | 1 363 470        |
| Місто                                                                           | Учуань   | 吴川市   | 907 354          |
| Повіт                                                                           | Суйсі    | 遂溪县   | 824 608          |
| Повіт                                                                           | Сюйвень  | 徐闻县   | 633 258          |

## Міста-побратими
- Серпухов, Росія
- Кернс, Австралія